# Elena Milachina
Elena Valerievna Milachina (en russe : Елена Валерьевна Милашина) est une journaliste d'investigation russe pour le bihebdomadaire Novaïa Gazeta. 

## Biographie
Elle travaille, au sein de Novaïa Gazeta, à mettre en lumière les trafics de drogues, attaques terroristes, catastrophes militaires et même les meurtres de journalistes. Activiste pour les droits de l'homme, elle couvre également les cas d'enlèvements extrajudiciaires, de tortures, de violations des droits de l'homme dans le nord Caucase et agit contre la xénophobie et le racisme. Elle poursuit également les enquêtes ouvertes par sa collègue Anna Politkovskaïa, assassinée le 7 octobre 2006 à Moscou.

## Menaces
Pour son travail sur la Tchétchénie, elle est victime de menaces de mort et a été agressée en 2012.
En juillet 2023, à la sortie de l'aéroport de Grozny capitale de la  Tchétchénie, Elena Milachina et l'avocat Alexandre Nemov sont agressés. Celui-ci venait assister Zarema Moussaïeva, la femme de Saïdi Iangoulbaïev, opposant à Ramzan Kadyrov, Elena Milachina l'accompagnait. Elle est lourdement battue, tondue et couverte de peinture. Puis, les agresseurs menacent de les tuer en pointant une arme sur leur tête, ils indiquent alors : « On vous avait prévenus. Partez d’ici et n’écrivez rien »,.

## Distinctions
En octobre 2009, elle reçoit le prix Alison Des Forges de Human Rights Watch, pour son activisme extraordinaire.
En 2013, Elena Milachina reçoit du département d'État des États-Unis, le prix international de la femme de courage.
En 2017, les ambassadeurs français et allemand en Russie lui remettent le prix franco-allemand des droits de l'Homme et de l'État de droit.
En 2021, Elena Milachina renvoie la médaille du prix à l'ambassade de France à Moscou, où on la lui avait décerné, comme geste de protestation contre l'expulsion d'un réfugié tchétchène en Russie.